# Rhys Patchell
Matthew Rhys Patchell (Vale of Glamorgan, 17 de mayo de 1993) es un jugador británico de rugby que se desempeña como apertura y juega en los Scarlets del euro–sudafricano Pro14. Es internacional con los Dragones rojos desde 2013.

## Selección nacional
Representó a su selección juvenil en 2013.
Warren Gatland lo convocó a los Dragones rojos para disputar los test matches de mitad de año 2013 y debutó contra Japón, ingresando en sustitución de Dan Biggar. En total lleva 15 partidos jugados y 69 puntos marcados.

### Participaciones en Copas del Mundo
Gatland lo seleccionó de emergencia, para participar de Japón 2019, cuando Gareth Anscombe se lesionó.
| Mundial                       | Sede  | Resultado  | PJ | Tries |
| ----------------------------- | ----- | ---------- | -- | ----- |
| Copa Mundial de Rugby de 2019 | Japón | Disputando | 2  | 0     |

## Palmarés
- Campeón del Pro14 de 2016-17.